# (1490) Limpopo
(1490) Limpopo (aussi nommé 1938 EJ) est un astéroïde de la ceinture principale, découvert le 14 juin 1936 par Cyril V. Jackson à l'observatoire de l'Union à Johannesburg.
Il tient son nom du fleuve sud-africain, le Limpopo.